# Kamienice przy ul. Ignacego Paderewskiego 10 i 12 w Kielcach
Kamienice przy ul. Ignacego Paderewskiego 10 i 12 w Kielcach – nieistniejące funkcjonalistyczne kamienice z okresu dwudziestolecia międzywojennego, które znajdowały się u zbiegu ulic Solnej i Ignacego Paderewskiego (dawniej Ferdinanda Focha) w Kielcach.

## Historia
Kamienice powstały według projektu architekta Romualda Kasickiego w okresie dwudziestolecia międzywojennego uznawane wówczas za bardzo okazałe i nowatorskie. Od 1935 roku budynek kamienicy przy ul. Ignacego Paderewskiego 12 znajdował się w dyspozycji Policji Państwowej. W okresie II wojny światowej w kamienicy tej mieściła się siedziba tajnej policji nazistowskich władz okupacyjnych Gestapo. Areszt dla więźniów znajdował się w piwnicach budynku. Według prof. Stanisława Meduckiego – historyka z Politechniki Świętokrzyskiej, aresztowanych – bito młotkami, pejczami, kopano, wkładali ofiarom palce w drzwi, podwieszali do sufitu, razili prądem i tłukli na śmierć. Zgodnie z relacją rodziny wśród przetrzymywanych w areszcie był między innymi zamordowany później harcerz Szarych Szeregów i kurier AK Wojciech Szczepaniak. Od stycznia 1945 roku po wkroczeniu do Kielc wojsk sowieckich, według ustaleń historyków dotychczasowy areszt gestapo został przekształcony na siedzibę NKWD i Wojewódzkiego Urzędu Bezpieczeństwa Publicznego, skąd koordynowano działania bezpieki w regionie. W kolejnych latach kamienicą przy ul. Ignacego Paderewskiego 10 dysponowała Milicja Obywatelska. 
W marcu 2014 roku właściciel budynków firma Dorbud S.A. uzyskała zezwolenia na rozbiórkę obu kamienic. Zgodę wydał między innymi wojewódzki konserwator zabytków Janusz Cedro. Na miejscu obecnych kamienic prywatny inwestor planował budowę budynku usługowego z garażem podziemnym. Ostatecznie do rozbiórki budynków doszło na przełomie 2023 i 2024 roku.

## Znaczenie historyczne
W piwnicach budynków pozostały między innymi oryginalne kraty w oknach, częściowe wyposażenie w tym drzwi do cel z judaszami z okresu działalności aresztu NKWD i UBP. Budynki zostały włączone do Gminnej Ewidencji Zabytków miasta Kielce.